# Ávra (ort i Grekland, Thessalien)
Ávra är en ort i Grekland.   Den ligger i prefekturen Trikala och regionen Thessalien, i den centrala delen av landet, 260 km nordväst om huvudstaden Aten. Ávra ligger 249 meter över havet och antalet invånare är 579.
Terrängen runt Ávra är huvudsakligen kuperad, men söderut är den platt. Runt Ávra är det ganska glesbefolkat, med 21 invånare per kvadratkilometer. Närmaste större samhälle är Trikala, 18,6 km söder om Ávra. Trakten runt Ávra består till största delen av jordbruksmark.